# Pièce de 200 dinars algériens
La pièce de 200 dinars est l'une des divisions du dinar algérien en circulation, depuis le 4 juillet 2012, de type bimétallique. Son émission a été décidée par le conseil de la monnaie et du crédit en date du 30 mai 2012, pour circuler concomitamment avec les billets de banque de même valeur. 

## Description
Les pièces de 200 dinars sont composées de deux parties : le cœur est formé d'un alliage à base de cuivre, d'aluminium et de nickel, l'extérieur est formé de cupronickel de couleur gris acier. Elles ont un diamètre de 28,00 mm, une épaisseur de 2,55 mm et une masse de 12 g (cœur: 4,90 g, couronne: 7,10 g). Leurs bords sont constitués d'un marquage du chiffre 200 séparé par une étoile répétée 4 fois, une fois à l'endroit, une fois à l'envers.

## Revers
Le chiffre 200 stylisé est sur tout le diamètre du cœur sur un fond en texture, et le nom de la Banque d'Algérie (en arabe بنك الجزائر ) dans la partie supérieure, et le nom de l'unité nationale (en arabe دينار) dans la partie inférieure séparées par deux étoiles.

## Faces
La face avers des pièces de 200 dinars possède un dessin du logo du 50e anniversaire de l'indépendance de l'Algérie, composé du drapeau national, ses couleurs sont représentées par des hachures, le croissant et l’étoile sont représentés par des hachures à 90° et la partie gauche du drapeau est représentée par des hachures à 135°. La partie gauche du logo est composée de deux silhouettes représentant une jeune fille et un jeune homme, fixant du regard l’horizon. Sur la partie droite on trouve des symboles représentant la lutte de Libération nationale, les sciences et l’édification du pays en plus des éléments constitués de mémorial du martyr, du satellite algérien Alsat 2 (symbolisant la recherche scientifique), d’un ordinateur (symbolisant les nouvelles technologies) ainsi que de symboles du développement durable (construction, eau, habitation et éducation). En bas du logo le chiffre cinquante fait référence au cinquantième anniversaire de l’indépendance (1962-2012) au-dessous se trouve un double millésime hégirien (1433) et grégorien (2012) de l’année de frappe apposé à l’intérieur de la couronne sur la partie inférieure de la pièce, en haut du logo on peut voir une mention «la Fête de l’Algérie» (en arabe عيد الجزائر) sur un arc de cercle.